# 17 ذو القعدة
- السبت
- الأحد
- الاثنين
- الثلاثاء
- الأربعاء
- الخميس
- الجمعة

- 118 أبريل 2026
- 219 أبريل 2026
- 320 أبريل 2026
- 421 أبريل 2026
- 522 أبريل 2026
- 623 أبريل 2026
- 724 أبريل 2026
- 825 أبريل 2026
- 926 أبريل 2026
- 1027 أبريل 2026
- 1128 أبريل 2026
- 1229 أبريل 2026
- 1330 أبريل 2026
- 141 مايو 2026
- 152 مايو 2026
- 163 مايو 2026
- 174 مايو 2026
- 185 مايو 2026
- 196 مايو 2026
- 207 مايو 2026
- 218 مايو 2026
- 229 مايو 2026
- 2310 مايو 2026
- 2411 مايو 2026
- 2512 مايو 2026
- 2613 مايو 2026
- 2714 مايو 2026
- 2815 مايو 2026
- 2916 مايو 2026
- 3017 مايو 2026
- 118 مايو 2026
- 219 مايو 2026
- 320 مايو 2026
- 421 مايو 2026
- 522 مايو 2026

17 ذو القعدة أو 17 ذو القعدة الحرام أو يوم 17 \ 11 (اليوم السابع عشر من الشهر الحادي عشر) هو اليوم الثاني عشر بعد الثلاثمائة (312) من أيَّام السنة (أو الثالث عشر بعد الثلاثمائة لو كان شهر رمضان مُتممًا لليوم الثلاثين أو الرابع عشر بعد الثلاثمائة لو أتم كلًا من صفر وربيع الآخر وجمادى الآخرة وشعبان ورمضان ثلاثين يومًا) وفق التقويم الهجري القمري (العربي). يبقى بعده 42 أو 43 يومًا لانتهاء السنة.

## أحداث
- 132 هـ - مقتل يزيد بن عمرو بن هبيرة الفزاري الذي ولّاه يزيد بن الوليد بن عبد الملك بن مروان العراق وخراسان، على يد العباسيين في بداية ثورتهم على الدولة الأموية.
- 152 هـ - مقتل معن بن زائدة الشيباني والي سجستان على يد بعض القوم الذين دخلوا عليه في زي الفَعَلة ـ أي العمال.
- 529 هـ - مقتل الخليفة العباسي أبو منصور الفضل المسترشد بالله على يد العساكر السلجوقية بأمر من السلطان مسعود بن محمد ملكشاه السلجوقي.
- 1299 هـ - القوات البريطانية تقيم عرضًا عسكريًا في ميدان عابدين إثر دخولها القاهرة في أعقاب انتصارها على القوات المصرية بقيادة عرابي في معركة التل الكبير، وكان ذلك إيذانًا ببدء الاحتلال البريطاني لمصر.
- 1339 هـ - جمهورية الريف في المغرب تهزم الجنود الإسبان في معركة أنوال.
- 1352 هـ - انشقاق داخل الحزب الحر الدستوري في تونس وتأسيس حزب جديد يرأسه محمود الماطري يتولى كتابته العامة الحبيب بورقيبة، وقد عرف الحزب الجديد باسم الحزب الحر الدستوري الجديد.
- 1377 هـ - رئيس الوزراء الفرنسي شارل ديغول يصل إلى الجزائر في محاولة من جانيه لحل القضية الجزائرية بعد أن تحولت الثورة الجزائرية المطالبة بالاستقلال إلى نزيف دم على الجانبين الفرنسي والجزائري.
- 1400 هـ -
  - مجلس الأمن يقرر وقف القتال بين العراق وإيران.
  - إجراء أول انتخابات لمجلس الشورى في مصر.
- 1403 هـ - تفجير مقر قيادة الوحدات العسكرية الفرنسية في لبنان مما أدى إلى مقتل عدد من الأشخاص.
- 1414 هـ - بدأ الحرب الأهلية في اليمن بعد إعلان الرئيس علي عبد الله صالح الحرب على الحزب الاشتراكي اليمني في عدن، مما أدى إلى إعلان زعيم الحزب علي سالم البيض الانفصال عن اليمن الموحد.
- 1415 هـ - اغتيال الطفل إقبال مسيح بعد نشاطه في مكافحة عمالة الأطفال في باكستان.
- 1424 هـ -
  - انتخاب محمد مهدي عاكف مرشدًا سابعًا لجماعة للإخوان المسلمين، بعد وفاة المرشد السادس مأمون الهضيبي.
  - اتفاق تتعهد ليبيا بموجبه تقديم تعويضات لعائلات ضحايا اعتداء على طائرة تابعة لشركة أوتا الفرنسية قبل حوالي 15 سنة أسفر عن مقتل 170 شخصًا.
- 1425 هـ - أسامة بن لادن يظهر في شريط مرئي يدعو فيه إلى مقاطعة الانتخابات العراقية.
- 1434 هـ - حادثة القتل الجماعي في المركز التجاري وستغيت تخلف أكثر من 68 قتيلًا وحوالي 175 جريحًا، تبنى الهجوم حركة الشباب المجاهدين.
- 1437 هـ - انفجار في مدينة غازي عنتاب جنوب تركيا قرب الحدود السورية ووقوع إصابات وقتلى في التفجير.
- 1440 هـ - منتخب الجزائر لكرة القدم يحرز كأس الأمم الأفريقية 2019 للمرة الثانية في تاريخه بعد تغلبه على منتخب السنغال بهدف للا شيء.

## مواليد
- 957 هـ - محمد حجازي الواعظ، عالم مسلم مصري.
- 1353 هـ - يوسف فخر الدين، ممثل مصري.
- 1355 هـ - نبيهة لطفي، مخرجة وممثلة لبنانية.
- 1372 هـ - فرانسوا الحاج، عسكري لبناني.
- 1381 هـ - مهدي جمعة رئيس وزراء تونس.

## وفيات
- 454 هـ - أبو عبد الله القضاعي، قاض وإمام فقيه محدث.
- 1313 هـ - ناصر الدين القاجاري، رابع شواهين إيران القاجاريين.
- 1415 هـ -
  - إقبال مسيح، فتى باكستاني مناضل ضد استرقاق وعمالة الأطفال.
  - أحمد الخميني، رجل دين إيراني والابن الثاني لروح الله الخميني.
- 1424 هـ - مأمون الهضيبي، المرشد السادس للإخوان المسلمين.

## وصلات خارجية
- موقع قصة الإسلام: حدث في شهر ذو القعدة.